# Ohaba, Mehedinți
Ohaba este un sat în comuna Șovarna din județul Mehedinți, Oltenia, România.